# Sarcófago
Sarcófago est un groupe de metal extrême brésilien, originaire de Uberlândia, à Minas Gerais. Signés sur le mythique label brésilien, Cogumelo Records, qui signe entre autres le premier album de Sepultura ainsi que des légendes du metal extrême brésilien tels Mutilator, Vulcano et Cirhosis, ils sont considérés comme faisant partie des précurseurs du genre black metal (apparition de blast beat frénétique, satanisme…). 
Selon Metalion, éditorialiste du fanzine norvégien Slayer, très influent lors de l'explosion de la vague black metal du milieu des années 1980 jusqu'au début des années 1990, Euronymous se serait directement inspiré des photos de Sarcófago sur l'album I.N.R.I, où ceux-ci arborent corpsepaint, cuir et bracelets à clous, afin de créer l'esthétique naissante du black metal.

## Biographie

### Débuts (1985–1988)
Sarcófago (un mot portugais et espagnol pour « sarcophage ») est formé en 1985 à Uberlândia, à Minas Gerais, au Brésil. Inspiré par des groupes de metal extrême comme Bathory, Celtic Frost, Slayer, et le punk hardcore finlandais, Sarcófago avait pour but de créer la musique la plus agressive possible. Wagner Lamounier, ancien membre de Sepultura duquel il se sépare en mars la même année est invité à se joindre au groupe. Bien que Sepultura n'ait jamais rien enregistré avec Lamounier, il contribue aux paroles de la chanson Antichrist de leur EP Bestial Devastation. Le premier vinyle de Sarcófago est le split Warfare Noise I, publié en 1986 au label Cogumelo Produções. Sarcófago contribue aux trois chansons Recrucify, The Black Vomit et Satanas. Leur style musical et leurs paroles sont considérés comme choquants à cette période, ce qui attire l'intérêt des médias et du public. La formation du groupe se composait de Butcher (guitare), Antichrist (Lamounier ; au chant), Incubus (Geraldo Minelli ; à la basse) et de Leprous (Armando Sampaio ; à la batterie).
Avec leur nouveau batteur D.D. Crazy — un pionnier du genre metal pour ses blast beats dans l'album — Sarcófago publie I.N.R.I en juillet 1987. L'apparence du groupe sur la couverture — corpsepaint, blousons en cuir, et ceintures avec pointes en métal — sera reprise comme imagerie traditionnelle du black metal. Le style musical du groupe est également la première pierre à l'édifice du genre. Malgré ce statut légendaire, Lamounier n'est pas satisfait du résultat, se plaignant de la qualité des enregistrements, notamment. Après la sortie de I.N.R.I., Sarcófago se sépare temporairement. Lamounier emménage à Uberlândia pour étudier à l'Université fédérale d'Uberlândia (UFU), tandis que Butcher et son frère D.D. Crazy quittent le groupe. Ce dernier jouera de la batterie sur l'album Sexual Carnage du groupe finnois Sextrash, publié en 1989.
En raison du feud entre Sarcofago et Sepultura, l’album se termine par une mélodie de fête fouraine visant Sepultura. Ce dernier groupe repondra à cette attaque sur l’album Schizophrenia. Cette tension entre les deux groupes a eu pour effet de créer un clash sur la scène locale.

### Rotting(1989–1990)
La sortie de l'album Rotting crée la polémique à cause de sa couverture qui représente la faucheuse en train de lécher ce qui semblerait être la figure du Christ. La couverture s'inspire d'une peinture médiévale. Le concepteur lui-même, Kelson Frost, a refusé de peindre la Sainte Couronne sur la tête de l'individu, qui pourrait clairement l'identifier comme le messie. Rotting diffère du black metal agressif et hyper-rapide de I.N.R.I. Le batteur Joker y amène une différente influence (du genre crossover thrash) ; Wagner a également appris à jouer de la guitare en un temps record, et a contribué à la plupart des riffs de l'album. Rotting marque aussi le changement des noms : le principal duo du groupe se renomme Wagner Antichrist et Gerald Incubus.
Rotting est le premier album de Sarcófago distribué à l'international ; en Europe par le label britannique Music for Nations, et en Amérique par Maze/Kraze Maze Records publiera une version censurée de Rotting, avec une étiquette notant Featuring the Original Lead Singer of Sepultura (l'album fait participer le premier chanteur de Sepultura).

### The Laws of Scourge(1991–1993)
L'album qui suit, The Laws of Scourge (1991), est considéré comme une « révolution » dans la carrière du groupe. De meilleures techniques musicales, une production améliorée et une composition plus sophistiquée les amènent dans le territoire du death metal technique. La nouvelle direction musicale empruntée par Sarcófago est en partie grâce à Fábio Jhasko (guitare) et Lúcio Olliver (batterie), et s'inspire de groupes de metal extrême comme Godflesh, Paradise Lost, Bolt Thrower, Deicide, et Morbid Angel.
The Laws of Scourge devient l'album de Sarcófago le mieux vendu, et les amène à faire plusieurs tournées. Ils visitent des pays d'Amérique du Sud comme le Pérou et le Chili, et l'Europe comme au Portugal et en Espagne. Au Brésil, ils jouent pour les pionniers du punk hardcore texan Dirty Rotten Imbeciles à São Paulo.

### Hate(1994–1996)
Musicalement parlant, Hate est notable son approche simple et son usage du boite à rythmes qui créera la polémique.

## Membres

### Derniers membres
- Wagner Lamounier (Antichrist) – chant, guitare
- Gerald Minelli (Incubus) – basse
- Eugenio – batterie, clavier

### Anciens membres
- Eduardo (D.D. Crazy) – batterie (1985–1987)
- Zéber (Butcher) – guitare (1985–1987)
- Fábio Jhasko – guitare (1991–1993)
- Armando (Leprous) – batterie (1986)
- Manoel (Joker) – batterie (1989)
- Lúcio Olliver – batterie (1991–1993)
- Juninho (Pussy Fucker) – basse (1985–1986)

## Discographie

### Albums studio
- 1987 : I.N.R.I
- 1989 : Rotting
- 1991 : The Law of Scourge
- 1994 : Hate
- 1997 : The Worst

### Démos
- 1986Satanic Lust
- 1986 : The Black Vomit
- 1989 Rehearsal 1989